# روبرت أ. أوينز
روبرت أ. أوينز (بالإنجليزية: Robert A. Owens)‏ هو عسكري أمريكي، ولد في 13 سبتمبر 1920 في غرينفيل في الولايات المتحدة، وتوفي في 1 نوفمبر 1943 في جزيرة بوغاينفيل في بابوا غينيا الجديدة.